# 和泉聖治
和泉 聖治（いずみ せいじ、1946年9月25日 - ）は、日本の映画監督。本名は木俣 堯美（きまた あきよし）。ムービーブラザース代表取締役。プロダクション鷹常務取締役を歴任した。

## 経歴
1946年（昭和21年）9月25日、神奈川県横須賀市に生まれる。小学3年生の時に京都府京都市に移る。父は彫刻家・劇作家・舞台演出家、元俳優で映画監督の木俣堯喬、実の母は元女優の葉山瑛子、継母はプロダクション鷹専務取締役だった木俣和子、ピンク映画の元人気女優で映画監督の珠瑠美である。珠瑠美の実妹の谷身知子は義叔母にあたる。
京都西高等学校（現在の京都外大西高等学校）卒業後、船乗り、ダンプの運転手、バーテンなどをしながら、イラストレーターを志した。1966年に画家を目指して上京。偶然見たジャン＝リュック・ゴダール監督の『勝手にしやがれ』で映画に魅せられ、父の経営する「プロダクション鷹」に入社する。
1968年（昭和43年）から父・木俣堯喬に師事しながら演出修行を続け、1972年（昭和47年）に同社製作、ミリオンフィルム配給の『赤い空洞』で監督デビューする。以降、年に4本ないし7本以上というハイペースで数多くピンク映画を次々と量産する。1982年（昭和57年）、『オン・ザ・ロード』で一般映画デビューを果たす。その後、映画・テレビ・Vシネマと幅広く活動する。1991年（平成3年）の映画『フィレンツェの風に抱かれて』では、イタリアでロケーション撮影を行い、若村麻由美、仲代達矢、ジュリアーノ・ジェンマ、ラッファエレ・ブラネッリらが出演した。1995年（平成7年）、ムービーブラザースを設立、父・木俣堯喬とともに共同代表に就任する。
2000年（平成12年）から2016年(平成28年)まで連続テレビ映画『相棒』シリーズのメイン監督を務めた。2008年（平成20年）、『相棒 -劇場版- 絶体絶命! 42.195km 東京ビッグシティマラソン』を興行収入44.4億円を上げるなどシリーズ自体を大ヒットに導いたが、「そろそろ卒業して、やりたいことが色々とある」との自身の意向で、Season14放送終了を以てシリーズから降板した。私生活では1991年7月に結婚、二女がいる。

## おもなフィルモグラフィ

### 映画
- 『赤い空洞』 : 1972年公開（成人映画・映倫番号 不明）
- 『情事の報酬』 : 主演珠瑠美、製作プロダクション鷹、配給ミリオンフィルム、1972年8月公開（成人映画・映倫番号 不明）
- 『変質者』 : 主演谷身知子、製作プロダクション鷹、配給ミリオンフィルム、1972年11月公開（成人映画・映倫番号 17760）
- 『悩ましい痴態』 : 脚本木俣堯喬、主演珠瑠美、製作プロダクション鷹、配給ミリオンフィルム、1973年10月公開（成人映画・映倫番号 17735） - 木俣堯喬と共同で監督、68分の上映用プリントをNFCが所蔵
- 『美人秘書 愛戯の手ほどき』 : 製作プロダクション鷹、配給ミリオンフィルム、1974年2月公開（成人映画・映倫番号 17909）
- 『浮気めぐり』 : 主演津田知世、製作プロダクション鷹、配給ミリオンフィルム、1974年5月公開（成人映画・映倫番号 17963）
- 『新妻 乱れ姿』 : 製作プロダクション鷹、配給ミリオンフィルム、1974年6月公開（成人映画・映倫番号 18058） - 監督・脚本
- 『横浜シャイアン 女の湿地帯』 : 1974年公開（成人映画・映倫番号 不明） - 監督・脚本、DVDビデオグラム発売
- 『セックス谷わたり』 : 主演珠瑠美、製作プロダクション鷹、配給ミリオンフィルム、1975年6月公開（成人映画・映倫番号 18383）
- 『セックスドキュメント 連続婦女暴行魔』 : 主演珠瑠美、製作プロダクション鷹、配給ミリオンフィルム、1975年9月公開（成人映画・映倫番号 18463）
- 『花の高2初体験』 : 主演路さとみ、製作プロダクション鷹、配給ミリオンフィルム、1975年11月公開（成人映画・映倫番号 18527）
- 『女唇のわななき』（『女房のわななき』） : 主演珠瑠美、製作プロダクション鷹、配給ミリオンフィルム、1975年12月公開（成人映画・映倫番号 18549）
- 『女子大生事件 SEXアルバイト』 : 主演珠瑠美、製作プロダクション鷹、配給ミリオンフィルム、1976年2月3日公開（成人映画・映倫番号 18586）
- 『衝撃!! 蒼い性の告白』 : 主演南ゆき、製作プロダクション鷹、配給ミリオンフィルム、1976年3月2日公開（成人映画・映倫番号 18631）
- 『女囚性欲魔』 : 主演小山マヤ、製作プロダクション鷹、配給ミリオンフィルム、1976年5月11日公開（成人映画・映倫番号 不明）
- 『みだれ枕』 : 原作樋口一葉、主演珠瑠美、製作プロダクション鷹、配給ミリオンフィルム、1976年7月6日公開（成人映画・映倫番号 18696） - 木俣堯喬と共同で監督、DVDビデオグラム発売
- 『パパ私やったわ!』 : 主演葵由美、製作プロダクション鷹、配給ミリオンフィルム、1976年8月24日公開（成人映画・映倫番号 18771）
- 『発情』 : 主演結城マミ、製作プロダクション鷹、配給日活、1976年10月9日公開（成人映画・映倫番号 18850）
- 『日本国刑法第177条 強姦罪』 : 企画木俣堯喬、主演南ゆき、製作プロダクション鷹、配給日活、1977年2月23日公開（成人映画・映倫番号 19014） - 監督・脚本
- 『㊙暴力性犯罪』 : 主演中島葵、製作プロダクション鷹、配給日活、1977年6月公開（成人映画・映倫番号 19116） - 監督・脚本
- 『私はフリーセックスよ 女の快感』（『女の快感』） : 主演宮崎あすか、製作プロダクション鷹、配給大蔵映画、1977年7月29日公開（成人映画・映倫番号 19157）
- 『主婦売春グループ 濡れた淫婦』 : 主演珠瑠美、製作プロダクション鷹、配給日活、1977年9月3日公開（成人映画・映倫番号 19199）
- 『モーテル性実態』 : 主演泉リコ、製作プロダクション鷹、配給大蔵映画、1977年9月10日公開（成人映画・映倫番号 19188）
- 『異常性欲魔』 : 脚本木俣堯喬、主演梨沙ゆり、製作プロダクション鷹、配給日活、1977年11月12日公開（成人映画・映倫番号 19251）
- 『のけぞり現場 淫絶女優』 : 主演ティミー杉本、製作プロダクション鷹、配給ミリオンフィルム、1977年12月公開（成人映画・映倫番号 19249）
- 『主婦売春 男好きの女』 : 脚本木俣堯喬、主演珠瑠美、製作プロダクション鷹、配給日活、1977年12月10日公開（成人映画・映倫番号 19267）
- 『不倫の午後 肌狂い』 : 脚本木俣堯喬、撮影久我剛、主演珠瑠美、製作プロダクション鷹、配給日活、1978年2月18日公開（成人映画・映倫番号 19337）
- 『青春女子大生 びしょ濡れ』 : 主演梨沙ゆり、製作プロダクション鷹、配給ミリオンフィルム、1978年4月公開（成人映画・映倫番号 19338）
- 『異常性ハンター 制服狙い』 : 脚本木俣堯喬、撮影久我剛、主演言問季里子、製作プロダクション鷹、配給日活、1978年5月20日公開（成人映画・映倫番号 19430）
- 『狙われた変態猟色』 : 主演ティミー杉本、製作プロダクション鷹、配給大蔵映画、1978年5月公開（成人映画・映倫番号 19405）
- 『若妻寝室秘話』 : 主演高倉ひとみ、製作プロダクション鷹、配給大蔵映画、1978年7月3日公開（成人映画・映倫番号 19451）
- 『変態サラリーマン 人妻狂い』 : 主演言問季里子、製作プロダクション鷹、配給ミリオンフィルム、1978年7月公開（成人映画・映倫番号 19431）
- 『処女初犯 しびれる』 : 主演高田理絵、製作プロダクション鷹、配給ミリオンフィルム、1978年8月公開（成人映画・映倫番号 19496）
- 『女秘書 舐める』 : 主演くどう麻屋、製作プロダクション鷹、配給にっかつ、1978年9月9日公開（成人映画・映倫番号 19530）
- 『欲望団地 乱交若妻』 : 主演くどう麻屋、製作プロダクション鷹、配給ミリオンフィルム、1979年1月9日公開（成人映画・映倫番号 19571）
- 『狂った性欲者 主婦襲う!』 : 主演桂たまき、製作プロダクション鷹、配給にっかつ、1979年2月17日公開（成人映画・映倫番号 19682）
- 『好き好き女子大生 性虐』 : 主演桂たまき、製作プロダクション鷹、配給ミリオンフィルム、1979年3月13日公開（成人映画・映倫番号 19690）
- 『異常性欲犯 まわす』 : 脚本木俣堯喬、撮影久我剛、主演柚木彩花、製作プロダクション鷹、配給にっかつ、1979年6月23日公開（成人映画・映倫番号 19808）
- 『処女を剥ぐ』 : 主演柚木彩花、製作青年群像、配給ミリオンフィルム、1979年8月14日公開（成人映画・映倫番号 19834）
- 『人妻監禁』 : 主演柚木彩花、製作プロダクション鷹、配給ミリオンフィルム、1979年11月公開（成人映画・映倫番号 19920）
- 『女高生 異常体験』 : 主演柚木彩花、製作プロダクション鷹、配給にっかつ、1979年11月11日公開（成人映画・映倫番号 19955）
- 『暴漢 処女を襲う』 : 主演朝霧友香、製作プロダクション鷹、配給ミリオンフィルム、1979年12月8日公開（成人映画・映倫番号 19977）
- 『乱行若妻 濡れにぞ濡れし』 : 主演風間舞子、製作プロダクション鷹、配給ミリオンフィルム、1980年3月11日公開（成人映画・映倫番号 110048）
- 『セックスドキュメント 若妻監禁』 : 主演風間舞子、製作プロダクション鷹、配給にっかつ、1980年3月29日公開（成人映画・映倫番号 110082）
- 『私は犯されたい!』 : 主演風間舞子、製作プロダクション鷹、配給ミリオンフィルム、1980年5月6日公開（成人映画・映倫番号 110074）
- 『マリアの告白 少年狩り』 : 主演あおい恵、製作プロダクション鷹、配給ミリオンフィルム、1980年9月公開（成人映画・映倫番号 110180）
- 『女子大生激撮 剥ぐ』 : 主演朝霧友香、製作プロダクション鷹、配給ミリオンフィルム、1980年10月公開（成人映画・映倫番号 110227）
- 『制服売春 衝撃のテクニック』 : 主演朝霧友香、製作プロダクション鷹、配給ミリオンフィルム、1981年2月6日公開（成人映画・映倫番号 110362）
- 『人妻交換 絶頂』 : 主演神山市子、製作プロダクション鷹、配給ミリオンフィルム、1981年2月公開（成人映画・映倫番号 110302）
- 『人妻交換24時 失神します』 : 主演亜希いずみ、製作プロダクション鷹、配給ミリオンフィルム、1981年6月公開（成人映画・映倫番号 110410）
- 『四畳半レポート いじる』 : 主演風間舞子、製作プロダクション鷹、配給ミリオンフィルム、1981年7月10日公開（成人映画・映倫番号 110499）
- 『オン・ザ・ロード』 : 1982年公開 - 監督・脚本
- 『キャリアガール・乱熟』 : 主演水月円、製作プロダクション鷹、配給ミリオンフィルム、1983年3月公開（成人映画・映倫番号 111026） - 監督・脚本
- 『股間連発クリニック』 : 主演響恭子、製作・配給新東宝映画、1984年4月公開（成人映画・映倫番号 111400）
- 『愛獣 熱く凌す』 : 製作・脚本木俣堯喬、主演沢田和美、製作AMI企画、配給にっかつ、1984年10月20日公開（成人映画・映倫番号 111582） - 監督、64分の上映用プリントをNFCが所蔵
- 『魔女卵』 : 1984年公開 - 監督・脚本
- 『ワイセツな女 黒い肌に泣く』 : プロデューサー木俣堯喬、主演麻生かおり、製作AMI企画、配給にっかつ、1985年3月23日公開（成人映画・映倫番号 111731） - 監督・脚本
- 『生撮り解禁ツアー むしられたビキニ』 : プロデューサー木俣堯喬、脚本橋本以蔵、主演聖女隊、製作AMI企画、配給にっかつ、1985年7月20日公開（成人映画・映倫番号 111841）
- 『バロー・ギャングBC』（1985年）
- 『南へ走れ、海の道を!』（1986年）
- 『プライド・ワン』（1986年）
- 『沙耶のいる透視図』（1986年）
- 『湘南爆走族』（脚本／1987年）
- 『パッセンジャー 過ぎ去りし日々』（1987年）
- 『極道渡世の素敵な面々』（1988年）
- 『この胸のときめきを』（1988年）
- 『恋子の毎日』（1988年）
- 『監禁 なぶる』 : 監督珠瑠美、脚本木俣堯喬、製作プロダクション鷹、配給エクセスフィルム、1989年5月6日公開（成人映画・映倫番号 112844） - 演出協力（最後の成人映画）
- 『さらば愛しのやくざ』（1990年）
- 『ゴールドラッシュ』（1990年）
- 『フィレンツェの風に抱かれて』（1991年）
- 『シャイなあんちくしょう』（1991年）
- 『修羅の伝説』（1992年）
- 『民暴の帝王』（1993年）原作:溝口敦
- 『プライベート・レッスン』（1993年）
- 『イルカに逢える日』（1994年）
- 『キャンプで逢いましょう』（1995年）
- 『修羅がゆく』（1995年）
- 『修羅がゆく 戦争勃発』（1996年）
- 『お日柄もよくご愁傷さま』（1996年）
- 『Morocco 横浜愚連隊物語』（1996年）
- 『Morocco 横浜愚連隊物語2』（1996年）
- 『修羅がゆく3 九州やくざ戦争』（1996年）
- 『流れ板七人（劇場映画版）』（1997年）
- 『実録 新宿の顔 新宿愚連隊物語』（1997年）
- 『実録 新宿の顔2 新宿愚連隊物語』（1997年）
- 『借王』（1997年）
- 『借王2』（1997年）
- 『大安に仏滅!?』（1998年）
- 『友情 Friendship』（1998年）
- 『借王4』（1998年）
- 『新・極道渡世の素敵な面々 女になった覚えはねぇ!』（1998年）
- 『新・極道渡世の素敵な面々2 きりとりブルース』（1999年）
- 『ドンを撃った男』（1999年）
- 『平成金融道 マルヒの女』（1999年）[5]
- 『新宿やくざ狂犬伝 一匹灯』（1999年）
- 『借王 THE MOVIE 沖縄大作戦』（1999年）
- 『平成金融道 裁き人』（1999年）
- 『借王 ナニワ相場師伝説』（1999年）
- 『惚れたらあかん 代紋の掟』（1999年）
- 『Nile ナイル』（1999年）
- 『借王 THE MOVIE 2000』（2000年）
- 『鬼極道』（2000年）
- 『悪名』（2001年）
- 『相棒 -劇場版- 絶体絶命! 42.195km 東京ビッグシティマラソン』（2008年）
- 『相棒 -劇場版II- 警視庁占拠! 特命係の一番長い夜』（2010年）
- 『HOME 愛しの座敷わらし』（2012年）
- 『相棒 -劇場版III- 巨大密室! 特命係 絶海の孤島へ』（2014年）
- 『探偵ミタライの事件簿 星籠の海』（2016年）

### テレビドラマ

#### 連続ドラマ
- どうぶつ通り夢ランド（1986年、テレビ朝日）
- だまし絵の女（1988年、TBS） - 脚本も兼任
- ザ・ディーラー（1988年、テレビ朝日）
- ホテルウーマン（1991年、関西テレビ）
- はだかの刑事（1993年、日本テレビ）
- HOTEL 第4シリーズ（1995年、TBS）
- 刑事追う!（1996年、テレビ東京）
- 八丁堀の七人（2000年 - 年、テレビ朝日）
- オヤジ探偵（2001年 - 2002年、テレビ朝日）
- 相棒（2002年 - 2016年、テレビ朝日）
- おみやさん 第1 - 4・6シリーズ（2002年 - 2005年・2008年 - 2009年、テレビ朝日）
- ハゲタカ（2018年、テレビ朝日）

#### 単発ドラマ

##### 脚本
- 金曜女のドラマスペシャル（フジテレビ）
  - 都会に堕ちた女　妙義山白骨殺人事件（1984年10月26日）
  - 失踪・夫が消えた!（1986年5月16日）
- ヴァージン・ロード（1984年11月17日、フジテレビ）
- 日生ファミリースペシャル（フジテレビ）
  - のぶ子のマイウェイ（1985年6月13日）
- 水曜ドラマスペシャル（TBS）
  - たとえばこんなメロドラマ（1985年9月25日）
- 金曜ドラマスペシャル（フジテレビ）
  - 北陸トンネル、蒸発殺人行 汚れちまった悲しみに…（1986年3月14日）

##### 演出
- 月曜ドラマランド
  - 探偵桃語（1986年10月27日）
- 木曜ドラマストリート（フジテレビ）
  - 若い人（1986年）
- 西遊記（1993年、日本テレビ）
- 土曜ワイド劇場（テレビ朝日）
  - 相棒 警視庁ふたりだけの特命係（2000年・2001年）
  - 警視庁女性捜査班4（2003年）
  - ハラハラ刑事〜危険な二人の犯罪捜査〜（2004年・2005年、朝日放送）
  - 逆転弁護（2006年、朝日放送）
  - 法律事務所（2006年・2008年）
- 密会の宿 第1・2・4 - 7作（2003年・2004年・2005年 - 2009年、テレビ東京）
- DRAMA COMPLEX（日本テレビ）
  - 塀の中の懲りない女たち〜宇都宮女子刑務所2006（2006年）
- 氷の華（2008年、テレビ朝日）
- やまない雨はない（2010年、テレビ朝日）
- 警視庁取調官 落としの金七事件簿（2010年、テレビ朝日）
- 灰色の虹（2012年、テレビ朝日）
- アガサクリスティ　そして誰もいなくなった（2017年、テレビ朝日）
- 松本清張 鬼畜（2017年、テレビ朝日）
- アガサクリスティ　パディントン発4時50分（2018年、テレビ朝日）
- アガサクリスティ　大女優殺人事件～鏡は横にひび割れて～　（2018年、テレビ朝日）
- アガサクリスティ　予告殺人　（2019年、テレビ朝日）
- テレビ朝日開局60周年記念2夜連続ドラマスペシャル「逃亡者」（2020年（予定）、テレビ朝日）[6]

## 映画の出演作
- スローなブギにしてくれ（1981年3月7日公開、監督：藤田敏八、東映・角川春樹事務所） - 作業服の男 役